# Servische spar
De Servische spar (Picea omorika) is een boom uit de dennenfamilie (Pinaceae). De plant is vooral bekend vanwege de toepassing als kerstboom. De Servische spar komt van nature voor langs de rivier de Drina in het grensgebied van Servië en Bosnië. De plant heeft een voorkeur voor een vochtig en koel klimaat. Zuidelijker komt de boom daarom alleen nog voor op hoger gelegen berghellingen. De Servische spar wordt algemeen gezien als een overblijfsel (relict) uit het Tertiair en werd pas in 1877 ontdekt door de Servische botanicus Josif Pančić. De boom heeft weinig concurrentiekracht en wordt met uitsterven bedreigd. Een boom kan een leeftijd bereiken van honderd tot honderdvijftig jaar.
Als sierboom is de boom in Europa en Noord-Amerika veel aangeplant. Deze spar wortelt dieper dan de fijnspar (Picea abies) en is daardoor stormvaster, waardoor de plant ook in kustgebied met een zeeklimaat aangeplant kan worden. Hij is ook beter bestand tegen luchtverontreiniging dan de fijnspar.

## Botanische beschrijving
Deze groenblijvende, kaarsrechte boom kan in het algemeen tot 30 m hoog worden, maar onder gunstige omstandigheden wel tot 50 m. De stamdoorsnede is ongeveer 70 cm. De vorm van de boom is smal kegelvormig tot zuilvormig. De takken zijn naar de uiteinden toe opgericht.
De schors is dun en heeft een violetbruine kleur. Bij jonge bomen is ze papierdun. Later schilfert ze af in hoekige platen. De twijgen zijn kort en dicht beklierd behaard. De naalden zijn 1 tot 2 cm lang en bijna 2 mm breed. De doorsnede is vlak. Jonge naalden zijn grasgroen en kleuren later donker- tot diep blauwachtig groen. Op de onderkant zijn de huidmondjes in twee witte, brede rijen gerangschikt. De naalden staan radiaal rondom de twijgen, behalve op twijgen in de schaduw, waar ze aan de onderkant soms ook gescheiden staan.
De langwerpig-eivormige kegels (september - oktober) zijn 4 tot 6,5 cm lang. Onrijpe kegels zijn violetbruin, rijpe bruin. De dekschubben zijn onzichtbaar. Ze vallen in hun geheel af.

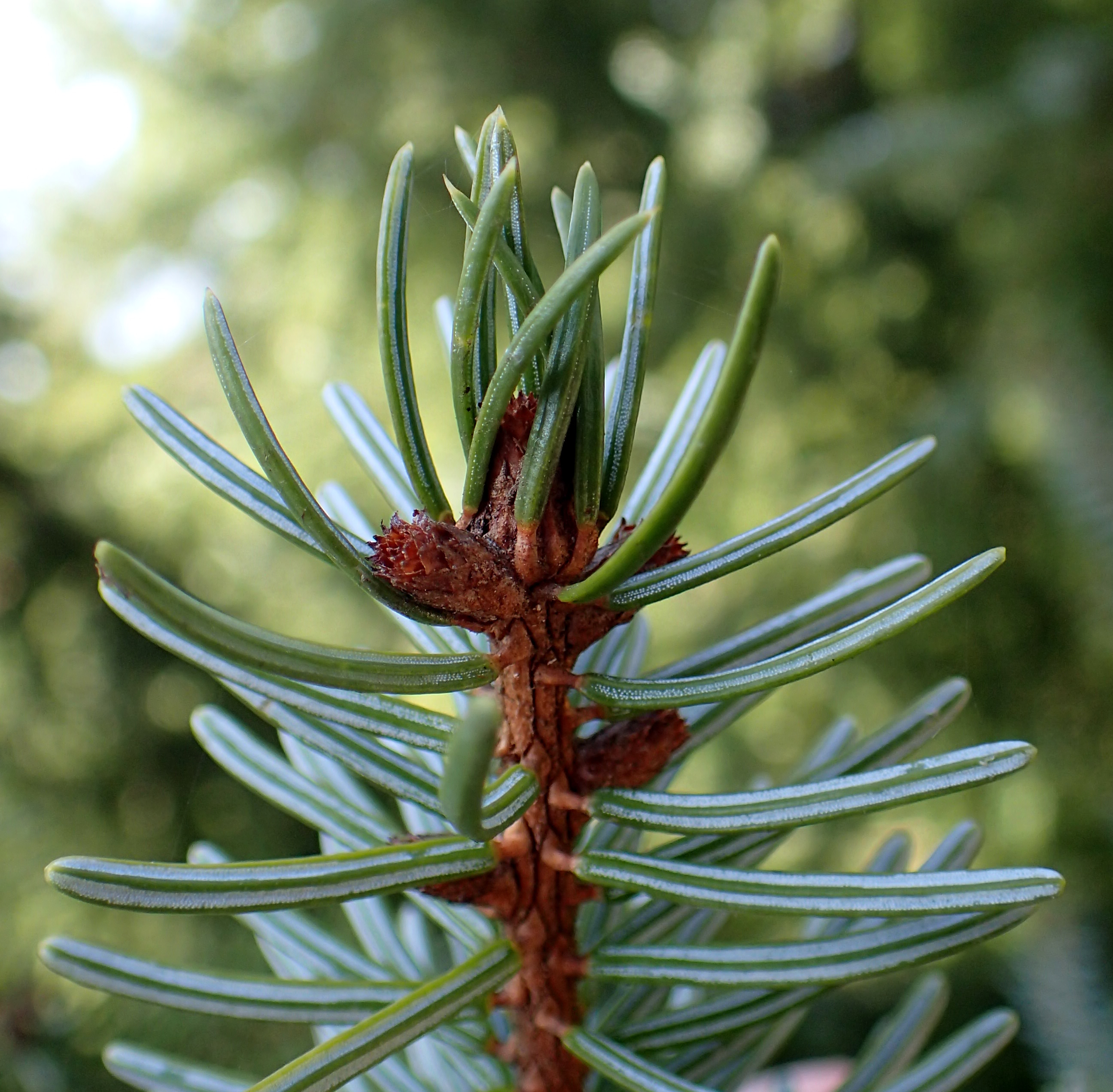
Onderkant naalden

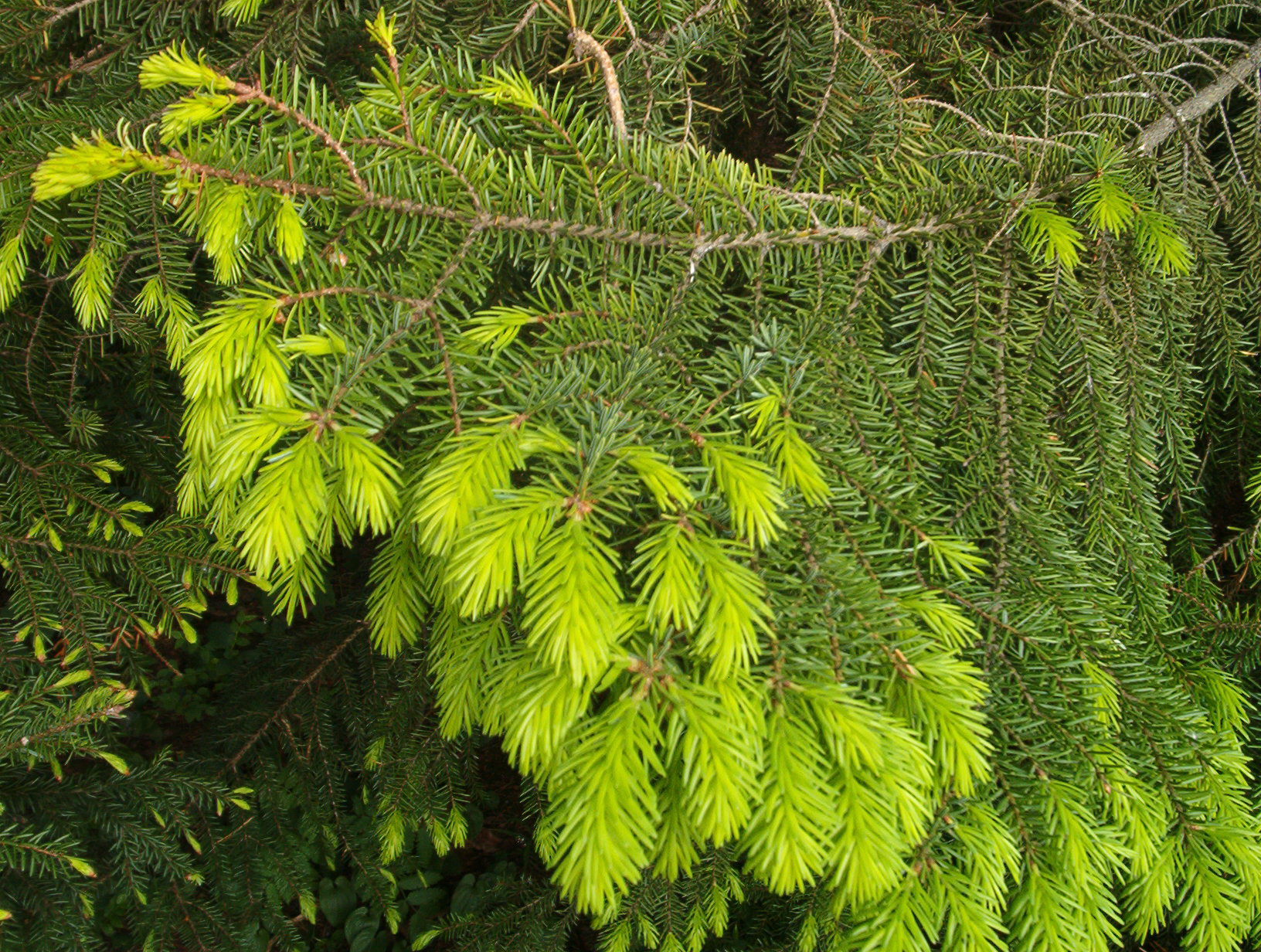
Jonge scheuten van Servische spar

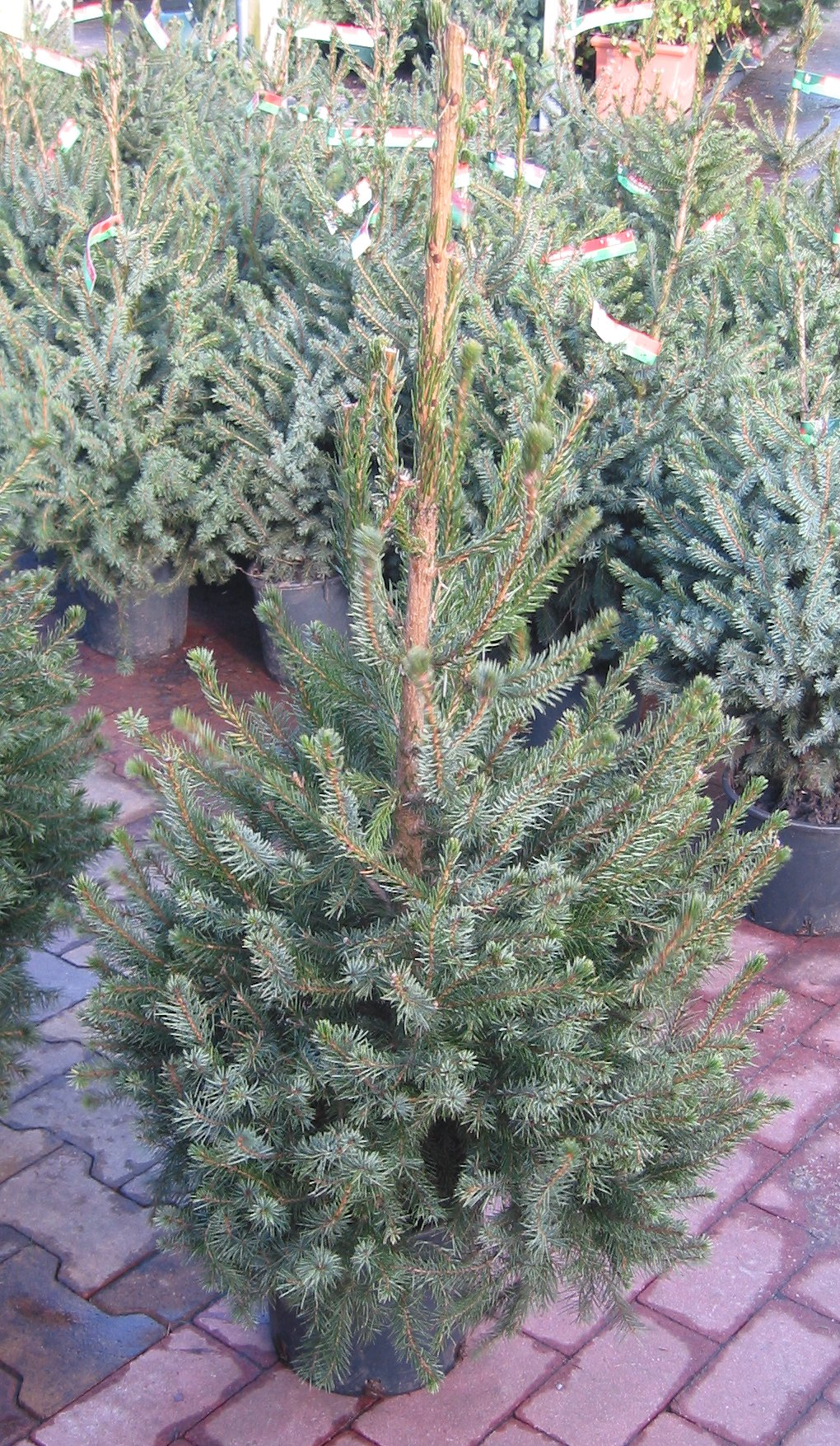
Servische spar als kerstboom